# کنجی اینوئه
کنجی اینوئه (به ژاپنی: 井上 謙二) (زادهٔ ۵ نوامبر ۱۹۷۶) کشتی‌گیر پیشین اهل ژاپن است که در دستهٔ وزنی ۶۰ کیلوگرم کشتی آزاد در المپیک ۲۰۰۴ آتن مدال برنز را کسب کرد.